# Bahnhof Kii-Katsuura
Der Bahnhof Kii-Katsuura (jap. 紀伊勝浦駅 Kii-Katsuura-eki) ist ein Bahnhof auf der japanischen Insel Honshū. Er wird von der Bahngesellschaft JR West betrieben und befindet sich in der Präfektur Wakayama auf dem Gebiet der Gemeinde Nachi-Katsuura, an der Südostseite der Kii-Halbinsel.

## Verbindungen

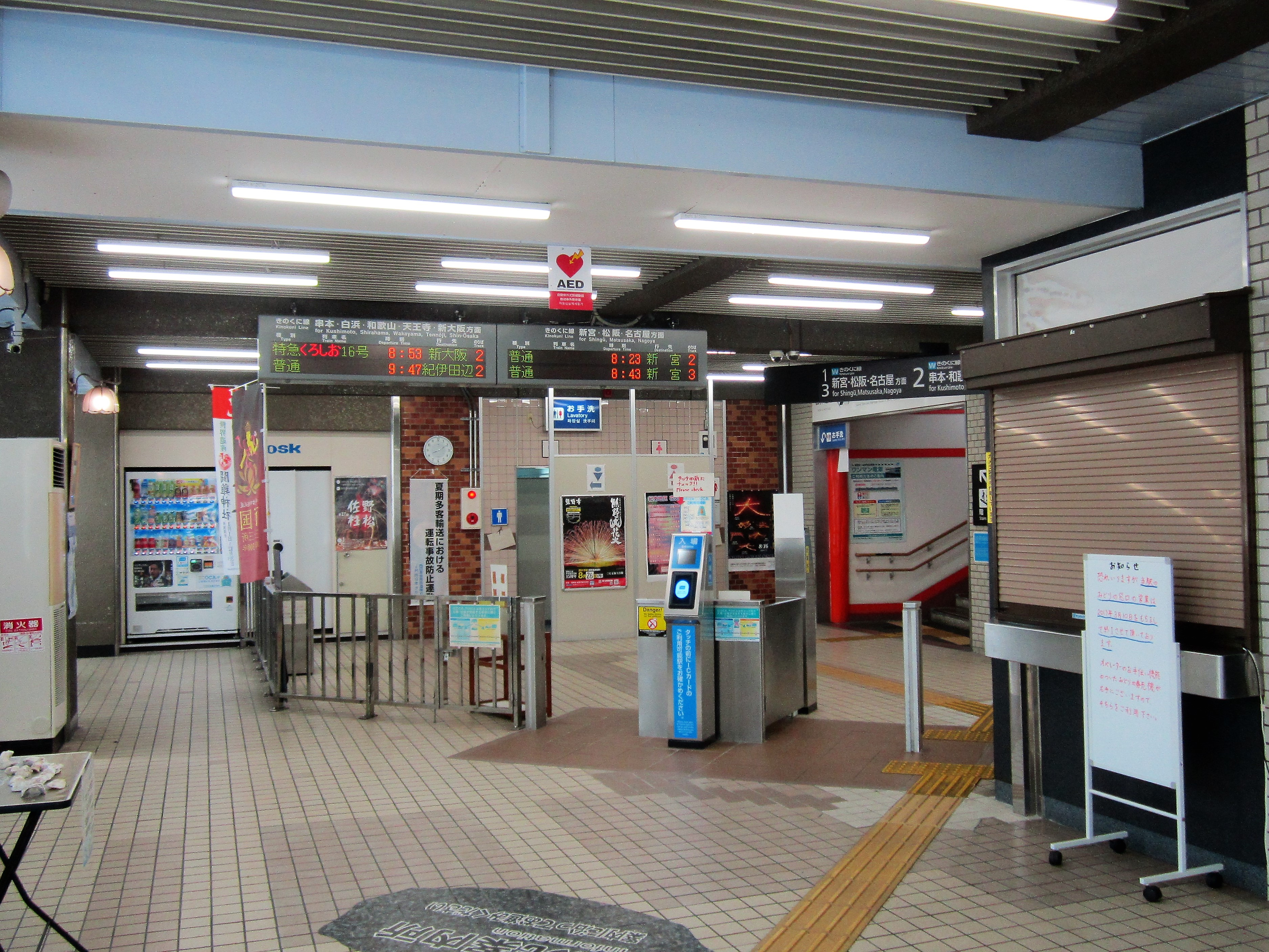
Bahnsteigsperren

Kii-Katsuura ist ein Zwischenbahnhof an der Kisei-Hauptlinie, deren westliche Sektion von JR West betrieben wird sowie die Städte Shingū und Wakayama miteinander verbindet. Der Bahnhof ist eine der Endstationen des Schnellzugs Limited Express Nanki, der vor allem auf den touristischen Verkehr ausgerichtet und deshalb mit Panoramawagen ausgestattet ist. Er verkehrt über den Bahnhof Shingū, Tsu und Yokkaichi nach Nagoya. Siebenmal täglich verkehrt der Limited Express Kuroshio ab Shingū über Kii-Katsuura, Kii-Tanabe, Wakayama und Shin-Osaka nach Kyōto. Im Nahverkehr fahren Züge alle ein bis drei Stunden zwischen Shingū und Kii-Tanabe. Der Bahnhof wird darüber hinaus von zwei Buslinien der Gesellschaft Kumano Gobō Nankai Bus bedient, hinzu kommt ein Shuttlebus zum Flughafen Nanki-Shirahama.

## Anlage
Der Bahnhof steht im zentralen Stadtteil Tsukiji, in der Nähe des Rathauses und des touristisch geprägten Fischereihafens. Die ebenerdige Anlage ist von Norden nach Süden ausgerichtet und umfasst drei Gleise, die alle dem Personenverkehr dienen. Diese liegen einerseits am Hausbahnsteig, andererseits an einem etwas nach Norden hin versetzten Mittelbahnsteig, die beide überdacht sind. Letzterer ist über zwei gedeckte Fußgängerbrücken mit dem Empfangsgebäude an der Ostseite verbunden. Im zweigeschossigen Bauwerk sind die Verkaufseinrichtungen der Bahngesellschaft im zweiten Stockwerk zu finden, während das Erdgeschoss das Touristeninformationsbüro beherbergt. Einst führte ein dem Güterverkehr vorbehaltenes Gleis zum Fischereihafen, wovon jedoch nichts erhalten geblieben ist.
Im Fiskaljahr 2019 nutzten täglich durchschnittlich 342 Fahrgäste den Bahnhof.

## Gleise
| 1/2 | ▉ Kisei-Hauptlinie | Kushimoto • Kii-Tanabe • Wakayama • Shin-Osaka |
| 2/3 | ▉ Kisei-Hauptlinie | Shingū • Kameyama • Nagoya                     |

## Linien
| Verlauf der Kisei-Hauptlinie |
| --- |
| Kameyama • Shimonoshō • Ishinden • Tsu • Akogi • Takachaya • Rokken • Matsusaka • Tokuwa • Taki • Ōka • Sana • Tochihara • Kawazoe • Misedani • Takihara • Aso • Ise-Kashiwazaki • Ōuchiyama • Umegadani • Kii-Nagashima • Minose • Funatsu • Aiga • Owase • Ōsoneura • Kuki • Mikisato • Kata • Nigishima • Atashika • Hadasu • Ōdomari • Kumanoshi • Arii • Kōshiyama • Kii-Ichigi • Atawa • Kii-Ida • Udono • Shingū • Miwasaki • Kii-Sano • Ukui • Nachi • Kii-Temma • Kii-Katsuura • Yukawa • Taiji • Shimosato • Kii-Uragami • Kii-Tahara • Koza • Kii-Hime • Kushimoto • Kii-Arita • Tanami • Tako • Wabuka • Esumi • Mirozu • Susami • Kii-Hiki • Tsubaki • Kii-Tonda • Shirahama • Asso • Kii-Shinjō • Kii-Tanabe • Haya • Minabe • Iwashiro • Kirime • Inami • Inahara • Wasa • Dōjōji • Gobō • Kii-Uchihara • Kii-Yura • Hirokawa Beach • Yuasa • Fujinami • Kii-Miyahara • Minoshima • Hatsushima • Shimotsu • Kamogō • Shimizuura • Kainan • Kuroe • Kimiidera • Miyamae • Wakayama • Kiwa • Wakayamashi |

## Geschichte

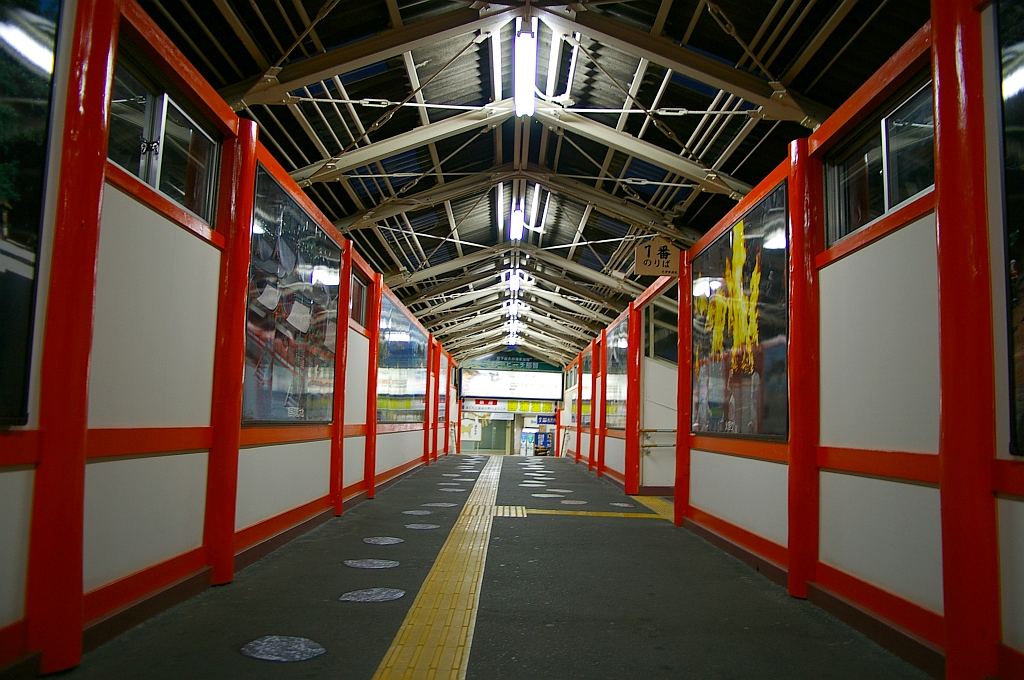
Fußgängerbrücke

Der Bau der Kisei-Hauptlinie hatte 1891 am östlichen und 1903 am westlichen Ende begonnen, doch der Baufortschritt war sehr langsam. Die Region besaß damals eine florierende Holzwirtschaft und Baumstämme wurden mittels Flößerei auf dem Fluss Kumano nach Shingū befördert, um dort auf Segelschiffe nach Tokio oder Osaka verladen zu werden. Aufgrund größerer Sandbänke konnte der Hafen dort aber nicht weiter ausgebaut werden. Geschäftsleute aus Shingū und Umgebung gründeten deshalb die Bahngesellschaft Shingū Tetsudō, die danach strebte, eine Bahnverbindung zwischen der Kumano-Mündung und dem weiter südlich gelegenen Küstenstädtchen Katsuura zu bauen, wo genügend Platz für neue Hafenanlagen vorhanden war. Sie eröffnete am 4. Dezember 1912 die entlang der Pazifikküste verlaufende Strecke von Katsuura nach Miwasaki und verlängerte diese am 1. März 1913 zum Bahnhof Shingū. Damit bestand über drei Jahrzehnte lang ein vom übrigen japanischen Schienennetz völlig getrennter Inselbetrieb.
Die Situation änderte sich am 1. Juli 1934 mit der Verstaatlichung der Shingū Tetsudō. Das Eisenbahnministerium benannte den Bahnhof in Kii-Katsuura um und trieb den bisher schleppend verlaufenden Streckenbau daraufhin wieder voran. Ab 18. Juli 1935 reichte die Strecke über Kii-Katsuura hinaus nach Shimosato; ab 11. Dezember 1936 bestand eine durchgehende Verbindung in westlicher Richtung über Kii-Tanabe bis Wakayama. Mit der Inbetriebnahme des letzten Teilstücks war die Kisei-Hauptlinie 1959 vollendet. Die Japanische Staatsbahn stellte am 13. März 1976 aus Rationalisierungsgründen den Güterumschlag ein, am 14. März 1985 auch die Gepäckaufgabe. Andererseits errichtete sie ein neues Empfangsgebäude, das ab 10. November 1977 zur Verfügung stand. Im Rahmen der Staatsbahnprivatisierung ging der Bahnhof am 1. April 1987 in den Besitz der neuen Gesellschaft JR West über. Um der Aufnahme der „Heiligen Stätten und Pilgerstraßen in den Kii-Bergen“ in das UNESCO-Welterbe zu gedenken, wurde das Innere der nördlichen Fußgängerbrücke im November 2004 so umgestaltet, dass es dem Hauptgebäude des Nachi-Taisha-Schreins ähnelt.